# 속리산고속
 속리산고속(Songnisan Buslines)은 충청북도 청주시 흥덕구 가경동에 본사를 둔 고속버스 운송 업체이다. 1967년 충청북도 청주시에 본사를 두고 설립되었다.
91대를 보유하고 있으며, 청주를 주 거점으로 하여 고속버스 노선을 운행하고 있다.
2008년 금호고속에 인수되었으나, 모기업인 금호아시아나그룹의 경영난으로 2021년 동부고속, 파이오니아, 휘밸류, 애스턴 컨소시엄에 매각되었고, 2022년 코리아와이드에 인수되었다. 다만 면허는 그대로 유지하고 있다.

## 연혁
- 1967년 4월 4일: 속리산고속 설립 (당시 신흥제분의 계열사)
- 1970년 5월 4일: 서울 ~ 청주 고속버스 영업 시작
- 1970년 5월 9일: 고속버스 운행 면허 취득
- 1970년 7월 22일: 동양고속으로 회사 매각
- 1981년 3월 1일: 동양고속에서 경남버스로 회사 매각, 속리산고속버스로 명칭 변경, 청주 ~ 대전, 청주 ~ 속리산의 시외버스 (37대) 면허 서울고속으로 매각
- 1981년 3월 16일: 청주시 상당구 서문동에 청주고속버스터미널 설립
- 1987년 12월 4일: 동서울 ~ 청주 고속버스 영업 시작
- 1992년 10월 23일: 우등고속버스 운행개시
- 1992년 10월 31일: 서울특별시 서초구 반포4동 서울고속버스터미널에 서울지점 개설.
- 1998년 6월 18일: 청주지방법원 화의절차개시결정.
- 1998년 10월 9일: 청주지방법원 화의인가의 결정확정.
- 1999년 1월 23일: 청주고속버스터미널을 상당구 서문동에서 흥덕구 가경동으로 이전
- 2003년 11월 25일: 부산광역시 금정구 노포동 부산종합버스터미널에 부산지점 개설
- 2004년 6월 29일: 청주지방법원의 화의인가 말소등기촉탁
- 2006년 3월 2일: 부산지점 폐쇄.
- 2008년 5월 1일: 금호고속이 속리산고속버스를 경남고속으로부터 인수. 이와 동시에 금호아시아나그룹에 편입
- 2010년 12월 14일: 직행버스 면허 갱신
- 2012년 10월 17일: 전세버스 운행 개시
- 2016년 12월 7일: 금호고속관광으로 전세버스사업 양도
- 2017년 3월 30일: 금호속리산고속주식회사로 사명 변경
- 2019년 12월 27일: 아시아나항공에서 금호아시아나그룹으로부터 인수
- 2021년 9월 7일: 동부고속, 파이오니아[1], 휘밸류[2], 애스턴[3] 컨소시엄이 금호티엔아이로부터 인수
- 2022년 4월 4일: 코리아와이드[4]가 컨소시엄으로부터 인수

## 운행 노선
2015년 12월 기준이다.
| 면허 대수 | 면허 대수 | 면허 대수 | 면허 대수 |
| --------- | --------- | --------- | --------- |
| 대수 합계 | 직행형    | 고속형    | 예비      |
| 90        | 3         | 87        | -         |

2019년 4월 기준이다.

#### 경부선
| 운행 노선           | 공동 운행사                                                    | 운행구간 | 운행구간 | 운행구간 | 경유지                 | 운행 대수 | 운행 대수 | 운행 대수 | 비고                                                                                                 |
| 운행 노선           | 공동 운행사                                                    | 운행구간 | 운행구간 | 운행구간 | 경유지                 | 일반      | 우등      | 고급      | 비고                                                                                                 |
| ------------------- | -------------------------------------------------------------- | -------- | -------- | -------- | ---------------------- | --------- | --------- | --------- | --- |
| 서울 ↔ 세종시       | 금호고속 동부고속 동양고속 삼화고속 중앙고속 천일고속 한일고속 | 서울경부 | ↔        | 세종시   | 세종청사               | -         | 7         | 1         | 2013년 12월 12일 우등 증차 2013년 12월 16일 신설 2015년 5월 29일 우등 증차 2016년 1월 12일 우등 증차 |
| 서울 ↔ 세종시       | 금호고속 동부고속 동양고속 삼화고속 중앙고속 천일고속 한일고속 | 서울경부 | ↔        | 세종시   | 죽전, 세종국책연구단지 | -         | 1         | -         | 2018년 1월 31일 신설                                                                                 |
| 서울 ↔ 청주고속     | 중앙고속                                                       | 서울경부 | ↔        | 청주     | 청주 나들목            | 14        | 15        | 2         | |
| 동서울 ↔ 청주고속   | 중앙고속                                                       | 동서울   | ↔        | 청주     | 비하동                 | 5         | 6         | -         | |
| 상봉 ↔ 청주고속     | 중앙고속                                                       | 상봉     | ↔        | 청주     |                        | 1         | 1         | -         | 2016년 9월 13일 운행중지                                                                             |
| 성남 ↔ 동대구       | 동양고속                                                       | 성남     | ↔        | 동대구   | 선산휴게소, 서대구     | 1         | 4         | -         | |
| 성남 ↔ 부산         | 금호고속                                                       | 성남     | ↔        | 부산     | 낙동강휴게소           | 1         | 4         | -         | 2014년 1월 10일 우등 1대 일반전환 2019년 4월 10일 중간경유지 변경                                    |
| 성남 ↔ 부산서부     | 금호고속                                                       | 성남     | ↔        | 부산서부 | 선산휴게소             | 1         | -         | -         | |
| 울산신복 ↔ 천안     |                                                                | 신복     | ↔        | 천안     | 선산휴게소             | -         | 2         | -         | 운행중지                                                                                             |
| 청주고속 ↔ 동대구   | 삼화고속                                                       | 청주     | ↔        | 동대구   | 선산휴게소, 서대구     | 1         | 2         | -         | |
| 청주고속 ↔ 부산     | 한일고속                                                       | 청주     | ↔        | 부산     | 낙동강휴게소           | 1         | 1         | 1         | 2014년 9월 29일 우등 감차 2015년 1월 30일 신설 2019년 4월 10일 중간경유지 변경                       |
| 청주고속 ↔ 부산서부 | 한일고속                                                       | 청주     | ↔        | 부산서부 | 선산휴게소             | 1         | 2         | -         | 2014년 9월 29일 분할 인가                                                                            |

#### 호남선
| 운행 노선   | 공동 운행사        | 운행구간 | 운행구간 | 운행구간 | 경유지     | 운행 대수 | 운행 대수 | 운행 대수 | 비고                            |
| 운행 노선   | 공동 운행사        | 운행구간 | 운행구간 | 운행구간 | 경유지     | 일반      | 우등      | 고급      | 비고                            |
| ----------- | ------------------ | -------- | -------- | -------- | ---------- | --------- | --------- | --------- | ------------------------------- |
| 천안 ↔ 광주 | 대원 고속 삼화고속 | 천안     | ↔        | 광주     | 정안휴게소 |           | 1         | 1         |                                 |
| 청주 ↔ 광주 | 금호고속           | 청주     | ↔        | 광주     | 비아       | 1         | 3         | -         | 2014년 9월 29일 중간경유지 추가 |

#### 영동선
| 운행 노선   | 공동 운행사 | 운행구간 | 운행구간 | 운행구간 | 경유지           | 운행 대수 | 운행 대수 | 운행 대수 | 비고                                                                    |
| 운행 노선   | 공동 운행사 | 운행구간 | 운행구간 | 운행구간 | 경유지           | 일반      | 우등      | 고급      | 비고                                                                    |
| ----------- | ----------- | -------- | -------- | -------- | ---------------- | --------- | --------- | --------- | ----------------------------------------------------------------------- |
| 파주 ↔ 강릉 |             | 문산     | ↔        | 강릉     | 운정, 횡성휴게소 | -         | 1         | -         | 2014년 6월 30일 신설 2015년 5월 29일 일반 감차 2016년 7월 27일 운행중지 |

#### 구마선
| 운행 노선   | 공동 운행사       | 운행구간 | 운행구간 | 운행구간 | 경유지         | 운행 대수 | 운행 대수 | 운행 대수 | 비고 |
| 운행 노선   | 공동 운행사       | 운행구간 | 운행구간 | 운행구간 | 경유지         | 일반      | 우등      | 고급      | 비고 |
| ----------- | ----------------- | -------- | -------- | -------- | -------------- | --------- | --------- | --------- | ---- |
| 성남 ↔ 통영 | 고려여객 천일여객 | 성남     | ↔        | 통영     | 인삼랜드휴게소 |           | 1         | -         |      |

#### 이외 노선
아래 노선들은 국토교통부의 고속버스 운행계통표에 인가대수 또는 노선이 없으나, 코버스 전산망 상에서 취급하는 노선이다. 운행 구간은 북에서 남으로, 서에서 동으로 표기하였다.
| 운행 노선     | 공동 운행사 | 운행구간 | 운행구간 | 운행구간 | 경유지   | 운행 횟수 | 비고            |
| ------------- | ----------- | -------- | -------- | -------- | -------- | --------- | --------------- |
| 서울 ↔ 조치원 | 중앙고속    | 서울경부 | ↔        | 조치원   | 고대홍대 | 7         | 시외우등형 노선 |

## 운행 차량

#### 기아
- 뉴 그랜버드 이노베이션 선샤인
- 뉴 그랜버드 이노베이션 실크로드 프리미엄 골드 익스프레스
- 뉴 그랜버드 슈퍼 프리미엄 실크로드

#### 현대자동차
- 뉴 프리미엄 유니버스 익스프레스 노블
- 뉴 프리미엄 유니버스 노블
- 뉴 프리미엄 유니버스 익스프레스 프레스티지
- 뉴 프리미엄 유니버스 노블 EX
- 뉴 프리미엄 유니버스 프레스티지
- 뉴 프리미엄 유니버스 프레스티지 EX

## 사업장 현황
- 본점: 충청북도 청주시 흥덕구 2순환로 1229 (가경동)
- 서울: 서울특별시 서초구 신반포로 194 (반포4동)
- 대구: 대구광역시 동구 동부로 149 (신천4동)[8]